# リカルド・エスガイオ
リカルド・デ・ソウザ・エスガイオ（Ricardo de Sousa Esgaio, 1993年5月16日 - ）は、ポルトガル・レイリア県ナザレ出身のサッカー選手。スポルティング・クルーベ・デ・ポルトゥガル所属。ポジションはMF、DF。

## 経歴
2004年からスポルティングCPのユースチームに所属し、2011年にトップチームに昇格した。

## 代表歴
ポルトガル代表として2012年にUEFA U-19欧州選手権に出場した。

## 所属クラブ
- スポルティング・クルーベ・デ・ポルトゥガル 2011-2017
  - → アカデミカ・コインブラ 2015 (loan)
- SCブラガ 2017-2021
- スポルティング・クルーベ・デ・ポルトゥガル 2021-